# متغايرات الأسنان
متغايرات الأسنان (الاسم العلمي: Heterodonta) هي فوق رتبة من الحيوانات تتبع تحت طائفة صفيحيات الخيشوم من طائفة ذوات المصراعين.

## التصنيف
- اللوسينيات
  - اللوسينينات
    - اللوسينات